# Lymanopoda malia
Lymanopoda malia är en fjärilsart som beskrevs av Frederick DuCane Godman 1905. Lymanopoda malia ingår i släktet Lymanopoda och familjen praktfjärilar. Inga underarter finns listade i Catalogue of Life.